# Río Negro (Chaco)
El río Negro es un curso de agua que discurre completamente dentro de la Provincia del Chaco, Argentina, catalogado como uno de los principales ríos chaqueños. Tras 410 km de recorrido desagua sobre el riacho Barranqueras —un brazo del río Paraná— en las cercanías de la ciudad de Barranqueras.
Ocupa un paleocauce del río Bermejo. Sus nacientes se alimentan de los esteros del Río Negro, el cual a su vez es alimentado por el riacho Nogueira; el tramo entre la naciente y las proximidades de Colonias Unidas presenta un cauce poco definido y es conocido como Zanjón del Río Negro. Desde allí comienza un recorrido meandroso en el que recibe sus 2 afluentes de importancia: el Arroyo Salto de la Vieja y el Arroyo Saladillo. En su tramo final divaga por el lecho mayor de inundación del río Paraná; en esta sección el Paraná lo afecta en sus crecidas extraordinarias, invirtiendo el flujo del río que queda convertido en una gran laguna. A esto deben sumarse las crecidas del Negro alimentadas por el exceso de lluvias en su cuenca, que propician el desborde del mismo en amplias zonas. En esta última sección presenta en sus cercanías un gran número de lagunas de forma semilunar, vestigios de antiguos tramos de su cauce.
Durante su recorrido atraviesa las zonas urbanas de La Escondida, Puerto Tirol y el Gran Resistencia. Esta última con más de 300 mil habitantes se halla en el tramo final del recorrido, siendo la más afectada por los excesos de su cauce. Es por ello que se crearon dos obras para impedir las crecientes: una presa cerca de su desembocadura para impedir el ingreso de aguas del Paraná en sus crecientes extraordinarias, y un desvío a la altura de Laguna Blanca que escurre los excedentes provenientes de la alta cuenca hacia el río Salado.
A fines del siglo XIX el tramo inferior del río Negro era la única vía para penetrar los territorios del Chaco, región que la Argentina recién comenzaba a administrar efectivamente. A través del río Negro llegaron contingentes de inmigrantes que poblaron varias localidades, destacándose Resistencia, la principal ciudad de la Provincia; luego los colonos lo ocuparon para sacar su producción a los mercados. Con el auge industrial de comienzos del siglo XX muchas industrias volcaron sus residuos sobre el río, tornándolo un curso altamente contaminado. En el siglo XX es un curso no navegable y contaminado, aunque se desarrollan algunas actividades náuticas deportivas y existen varios proyectos y una comisión permanente para recuperarlo.

## Morfología
El área de escurrimiento fue modelada por sucesivos desplazamientos  laterales  de  los  ríos de la planicie chaqueñaː el Bermejo en su tramo inferior, aguas abajo de las Juntas de San  Francisco, y posiblemente  del  río Salado-Juramento. Como suele pasar en ríos de llanura su cuenca es difusa, variando fuertemente según se encuentre en una fase seca o húmeda.
Su cauce presenta numerosos meandros, con índice de sinuosidad que varía entre 2 y 2,5. Su ancho más por lo general varía entre 10 y 15 m. Los albardones que funcionan como cierres laterales, se encuentran a entre 3 y 5 metros sobre el fondɔ.

## Descripción

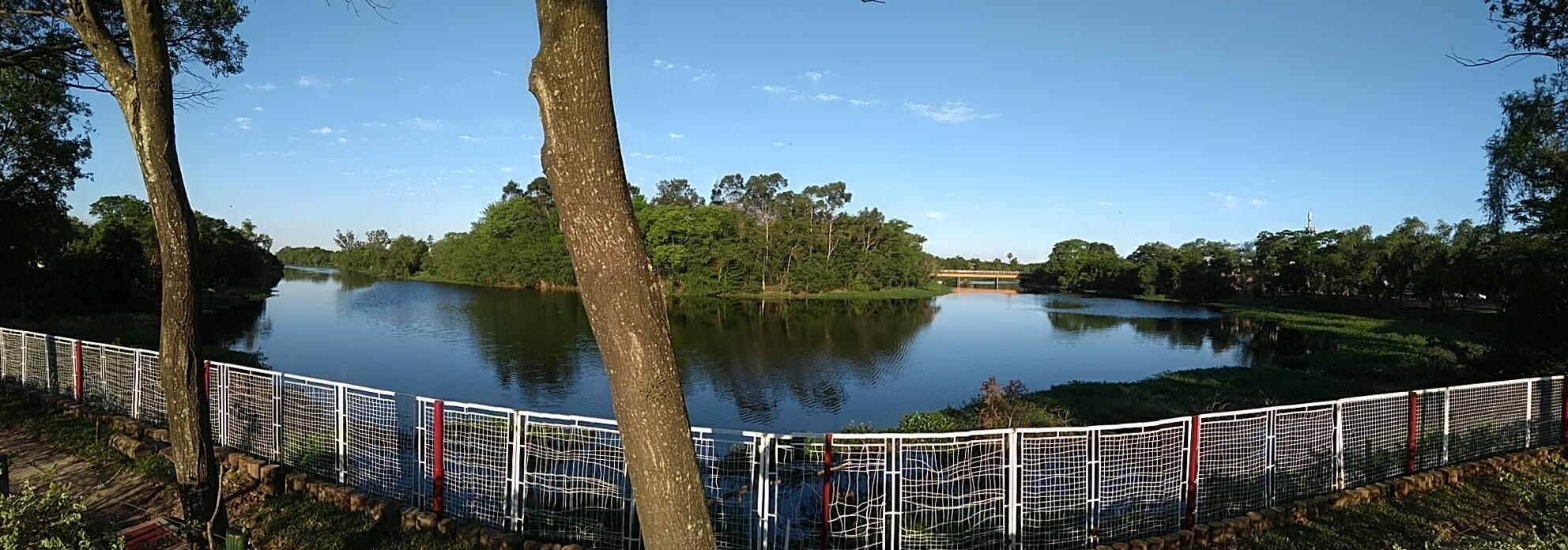
Río Negro - Panorámica desde el Club de Regatas Resistencia.

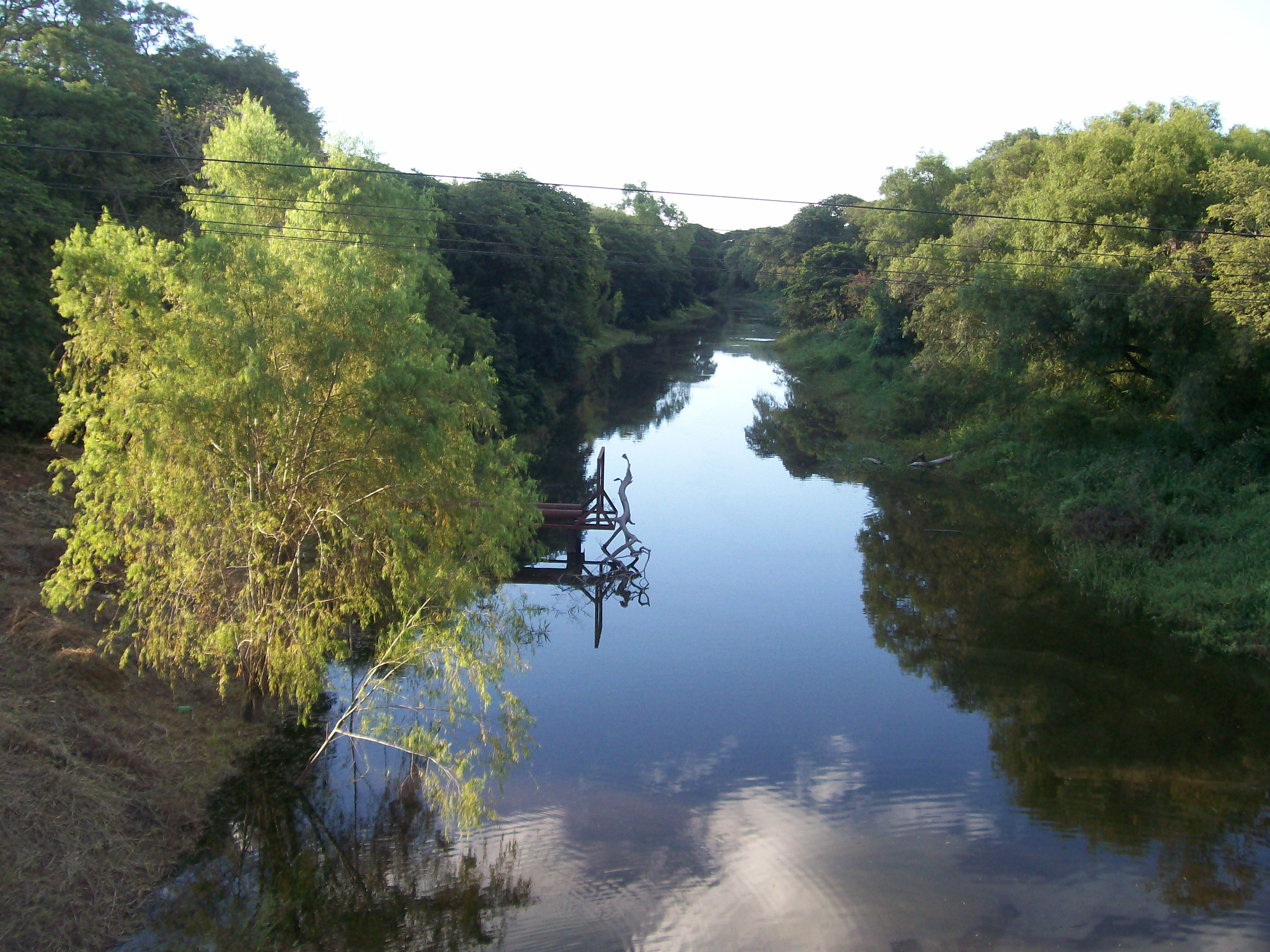
Vista desde el río Negro hacia el norte en Puerto Tirol.

El origen del río se sitúa a 20 km al nornoroeste de la ciudad de Juan José Castelli donde presenta la forma de un cauce inactivo conocido como riacho Nogueira, donde frecuentemente no presenta agua en el suelo. Una vez que sale de los esteros del río Negro se lo conoce como Zanjón del Río Negro —aproximadamente en 26°30′S 59°50′O / -26.500, -59.833—, donde escurre en períodos de fuertes lluvias hasta las proximidades de Colonias Unidas, en 26°42′S 59°40′O / -26.700, -59.667. Según el Instituto Geográfico Militar en ese punto comienza su tramo más definido, a partir del cual se lo conoce con el nombre de río Negro hasta su unión con el río Tragadero a 650 metros de su desembocadura sobre el riacho Barranqueras, un brazo del río Paraná. En este tramo recibe el aporte de grandes humedales periféricos, que se integran mediante pequeños cauces ocasionados por erosión regresiva.
En su recorrido recibe el aporte del río San Carlos en las cercanías de La Verde (27°08′S 59°25′O / -27.133, -59.417) y el arroyo Saladillo al sur de Makallé (27°16′S 59°12′O / -27.267, -59.200). El primero aporta el caudal del arroyo Salto de la Vieja, que nace 17 km al este de Tres Isletas, mientras que el segundo aporta las aguas del estero Saladillo, en cercanías de Presidencia de la Plaza. Por su parte, numerosos humedales otorgan sus aguas a través de pequeños cursos de agua formados por erosión regresiva. Es difícil determinar el área efectiva de la cuenca por la escasa pendiente del terreno, que en época de lluvias determina una transfluencia de las diversas cuencas establecidas. En sentido contrario, los grandes caudales de sedimento transportados forman altos albardones en sus márgenes a la manera de cierres laterales, impidiendo la confluencia de los cursos de agua en épocas de precipitaciones normales o bajas. La superficie más efectiva comprende unos 461 km², de los cuales casi la mitad corresponden a la subcuenca Salto de la Vieja. Otros humedales  como Feldman, Gualtieri, Ciervo Petiso y Laguna Limpia, podrían contribuir al caudal del tramo bajo del Río Negro en situaciones anómalas como las producidas por los eventos de El Niño. En la zona de la ciudad de Resistencia recibe la descarga del arroyo Ojeda.

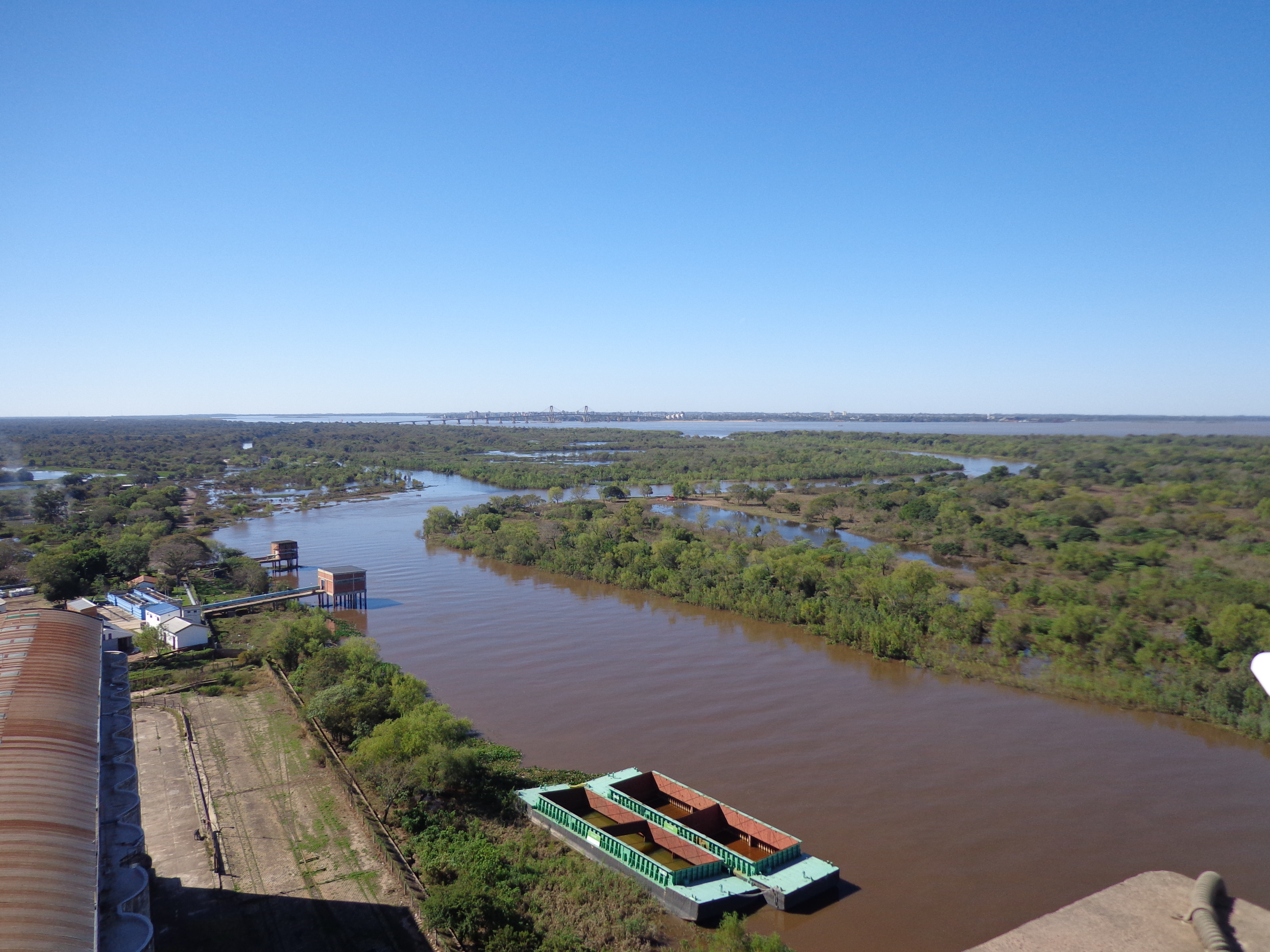
Desembocadura del río Negro sobre el riacho Barranqueras.

La dirección predominante es ONO - ESE, establecida por la paleored difluente del río Bermejo. Al igual que muchos cauces de la zona, su origen está establecido una fase más húmeda, en la cual los desbordes del río Bermejo cargados de sedimento afectaron las cuencas autóctonas de la región.
El mayor aporte hídrico proviene de las lluvias locales, caracterizadas por una alta variabilidad (superior al 100%) del aporte mensual respecto de los promedio anuales. En el tramo final se ve afectado por el régimen de crecientes del Paraná, que invierte el sentido de escurrimiento. Los suelos de su cuenca son salinos y salino-alcalinos, con alta proporción de sodio combinado con sulfato y cloruro.

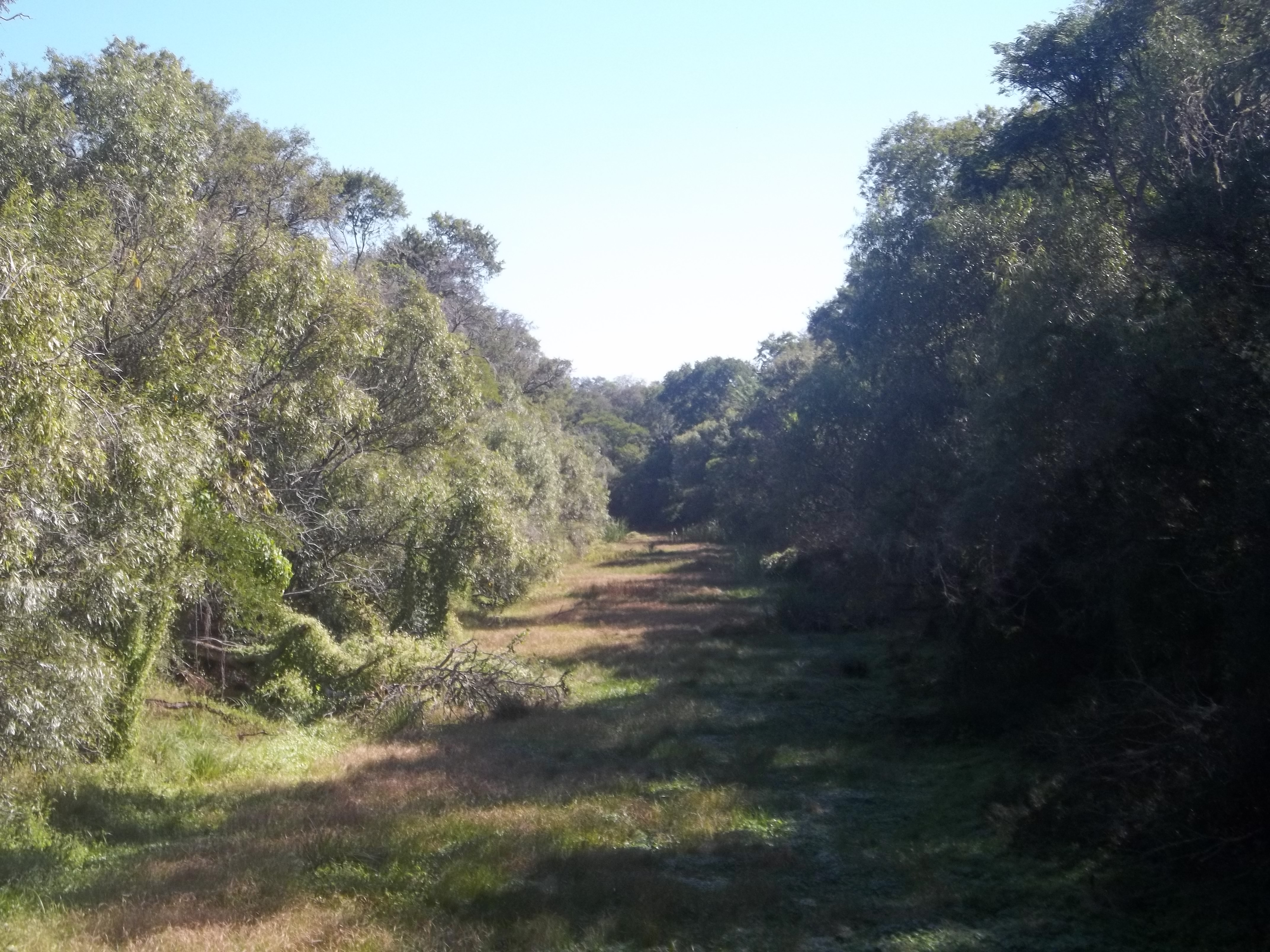
El río Negro a su paso por el Parque nacional Chaco, del cual es una de sus principales atracciones.

El río funcionó como factor de atracción para el establecimiento de poblaciones, por lo cual hoy atraviesa o discurre muy cerca de varias localidades. En la época de esplendor del tanino, las fábricas se asentaban en las cercanías de cursos de agua por el intenso consumo que necesitaba el procesamiento del quebracho. Es así como hoy las dos únicas fábricas que subsisten en la provincia desaguan sobre el río, lo que conforma la mayor parte de la contaminación del mismo. Aunque tampoco son desdeñables los aportes de otras fábricas y del gran asentamiento humano que constituye el Gran Resistencia. Entre las localidades influidas por el río tenemos Barranqueras, Resistencia, Fontana, Puerto Tirol, Laguna Blanca, Colonia Popular, Makallé, La Verde, La Escondida, Colonia Elisa y Colonias Unidas.

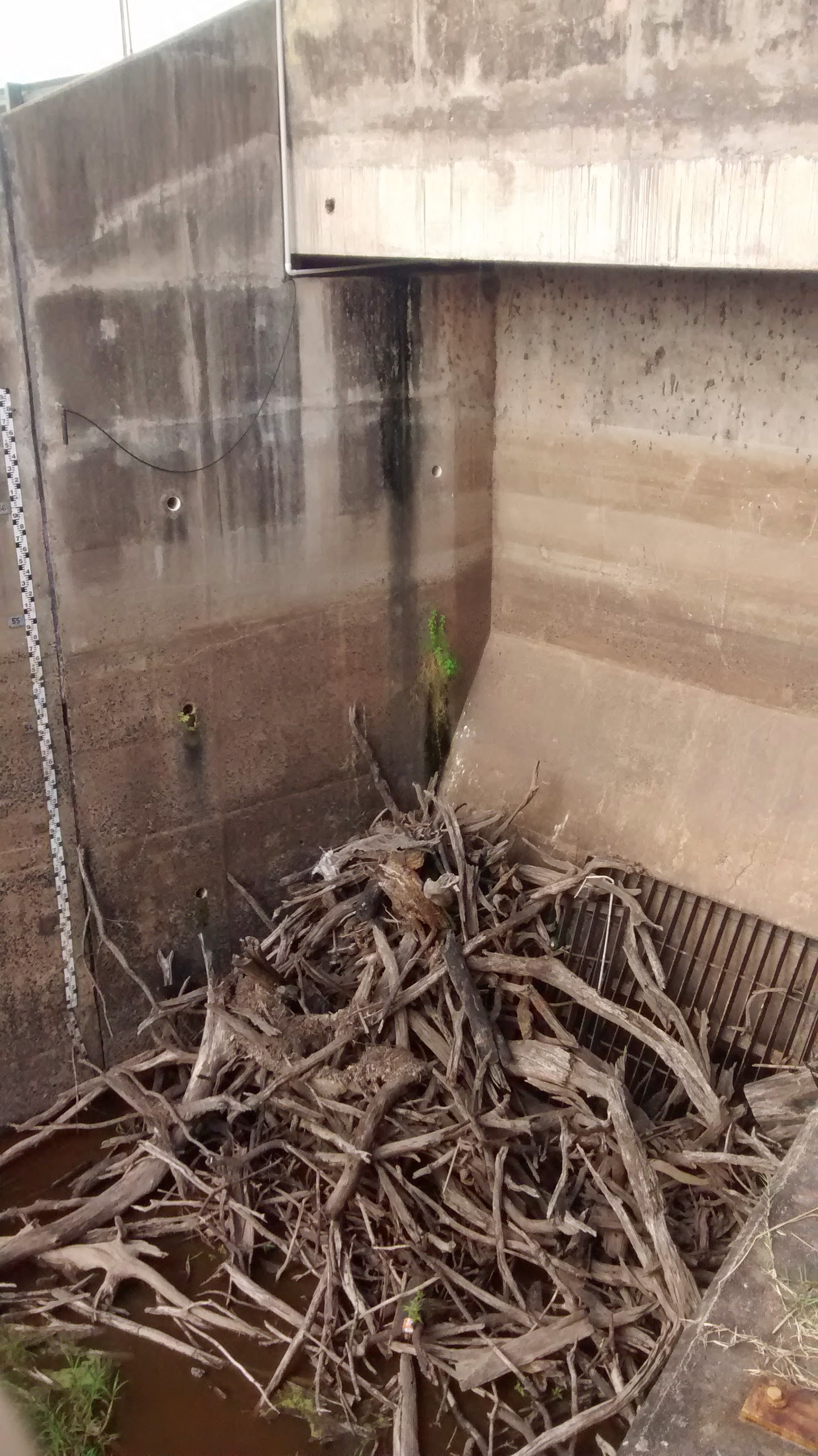
Presa de contención y medidor de nivel del río Negro cerca de Laguna Blanca.

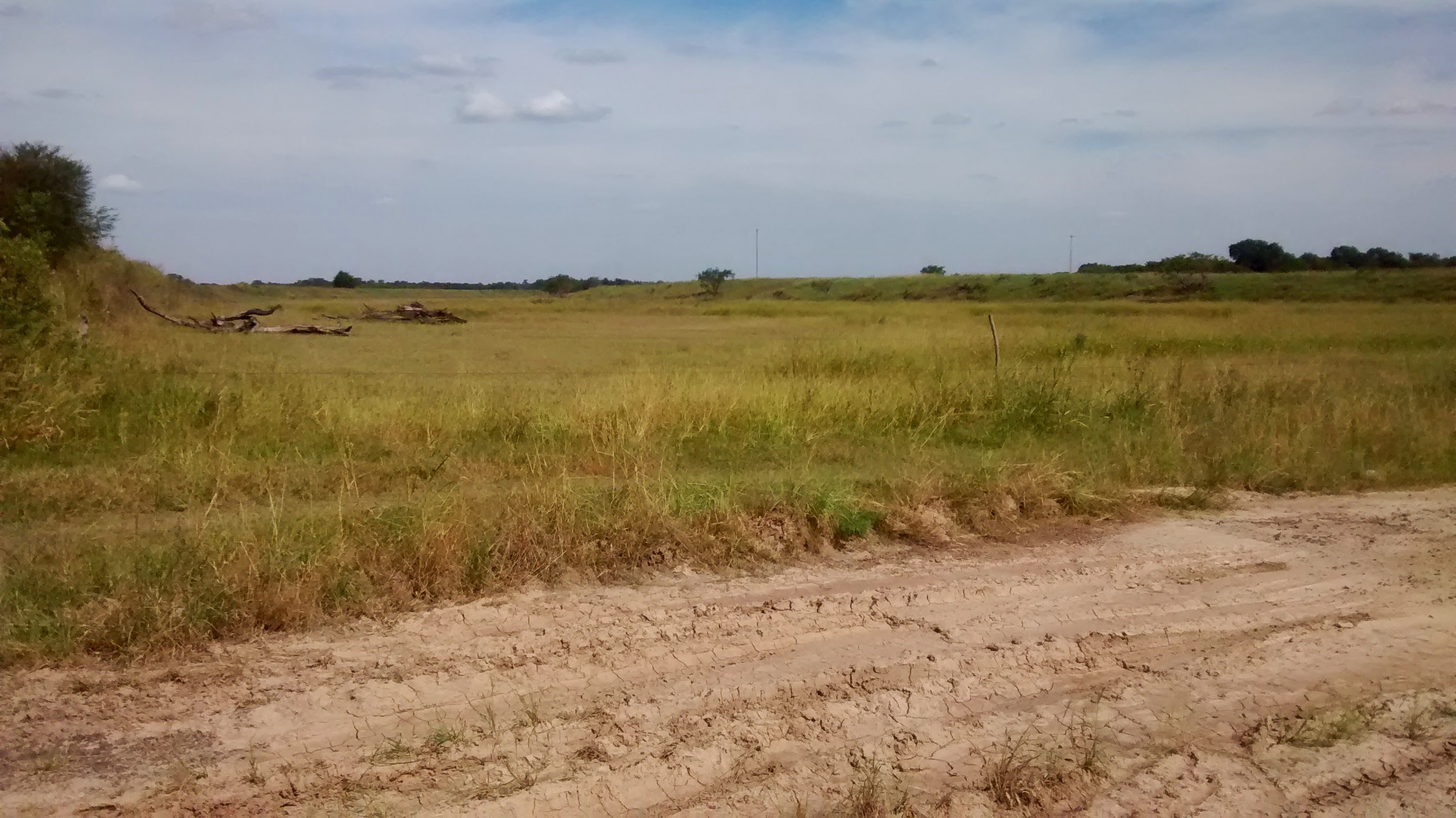
Canal de derivación del Río Negro al Río Salado desde RP57 al Sur.

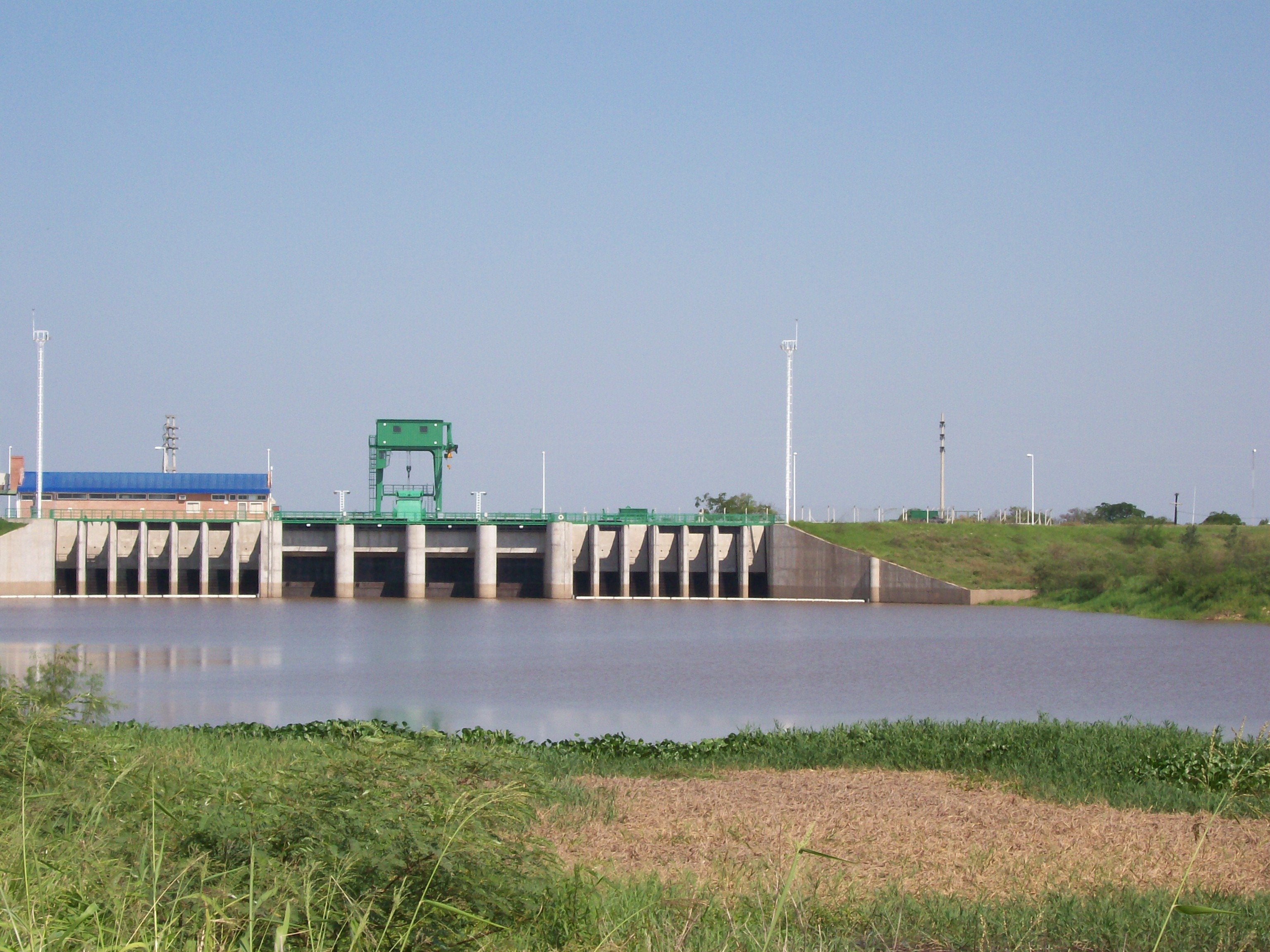
La presa del río Negro vista desde la ruta Provincial N.º 63, en Barranqueras.

Los desbordes del río en su tramo inferior motivaron la construcción de dos obras con el fin de proteger al Gran Resistencia y Puerto Tirol de su errático comportamiento. La primera ubicada cerca de Laguna Blanca efectúa en época de intensas lluvias un trasvase de las aguas del curso superior hacia el río Salado, el cual discurre al sur del mismo sin afectar centros urbanos. La segunda es una presa reguladora ubicada a 2500 metros de su desembocadura sobre el riacho Barranqueras, la cual impide que los reflujos provenientes de crecidas del Paraná afecten el área urbana de Resistencia y Barranqueras.

## Turismo
Actualmente existe un paseo costanero sobre el mismo en el tramo más poblado que atraviesa la ciudad de Resistencia, un complejo que consta de un sendero pavimentado y locales comerciales. Más cercano a las nacientes, el río atraviesa el parque Nacional Chaco, donde forma bellísimas selvas en galería. 

## Geología
A partir del análisis de formaciones conocidas como Pampeano Medio (en el Pleistoceno), se concluye que en esta etapa se formaron conos aluviales en el río Bermejo a partir de los niveles de sedimentación que había dejado la formación del Belgranense Inferior. El río Bermejo alcanzó su límite austral hacia el actual río Negro originando la sobre elevación de los lechos y derrames laterales en los brazos que lo conformaban. Dichos brazos durante el  Belgranense superior quedaron sobreelevados con relación a los sedimentos de origen lagunar o de cañadas y esteros.